# Calymperes robinsonii
Calymperes robinsonii är en bladmossart som beskrevs av Benito C. Tan och William Dean Reese 1983. Calymperes robinsonii ingår i släktet Calymperes och familjen Calymperaceae. Inga underarter finns listade i Catalogue of Life.